# Condado de Scott (Illinois)
O Condado de Scott é um dos 102 condados do Estado americano de Illinois. A sede do condado é Winchester, e sua maior cidade é Winchester. O condado possui uma área de 655 km² (dos quais 5 km² estão cobertos por água), uma população de 5 537 habitantes, e uma densidade populacional de 9 hab/km² (segundo o censo nacional de 2000). O condado foi fundado em 16 de fevereiro de 1839.